# Mapa genético de salud

La cadena de ADN en 1 difiere de la del ADN en 2 en un solo par de bases

Un mapa de salud es un documento personal, en forma de guía, que describe la predisposición genética de un individuo a desarrollar una gran parte de las enfermedades conocidas. Además, aporta información sobre farmacogenética, ayudando a elegir el tratamiento óptimo para cada dolencia o enfermedad, muestra la posibilidad de ser portador no afectado de determinadas enfermedades monogénicas, como la fibrosis quística, y describe numerosos rasgos personales tales como la predisposición a la obesidad, el tipo de fibras musculares predominante e incluso el rendimiento deportivo que cabría esperar.
Un mapa genético de salud se realiza mediante una caracterización genética de polimorfismo SNP, y supone una guía de conocimiento y actuación sin precedentes para la salud, y la base fundamental de la medicina personalizada.

## Análisis basados en SNP (Single Nucleotide Polymorphism)
Un polimorfismo de nucleótido único, o SNP (Single Nucleotide Polymorphism, en inglés) es una variación en la secuencia del ADN que afecta a una sola Base nitrogenada (adenina (A), timina (T), citosina (C) o guanina (G)) en un sector dado del genoma.
Los polimorfismos de nucleótidos únicos (SNP), constituyen hasta el 90% de todas las variaciones genéticas humanas, y aparecen en promedio cada 1000 pares de bases a lo largo de la cadena de ADN del genoma humano.
Debido a que estas variaciones en la secuencia de ADN pueden afectar a la forma como los seres humanos desarrollamos enfermedades y respondemos ante medicamentos y patógenos, el mapa genético de salud supone la mayor guía de información relativa a la salud de una persona que el ser humano haya tenido nunca. Este mapa facilitaría el diagnóstico de enfermedades presentes o futuras, y permitiría anticiparse a la aparición de las mismas, y presentándose como la mejor opción disponible en cuanto a medicina preventiva.[cita requerida]
Por ejemplo, la mutación de una sola base en el gen APOE (Apolipoproteína E) está asociada con un mayor riesgo de padecer Alzheimer. En otras ocasiones, como con la osteoporosis, es la combinación de varios polimorfismos SNP la que está asociada a un mayor riesgo de sufrir cierta patología. Otros polimorfismos SNP, están asociados a la forma en que el organismo metaboliza ciertos medicamentos, y por lo tanto permitirían indicar qué medicamentos podrían ser más apropiados para cada persona.

## Contenido del documento
Un mapa de salud describe la susceptibilidad a padecer distintas enfermedades, comparando el riesgo individual con el riesgo medio de la población de la misma edad, raza y sexo en una determinada zona geográfica. Aquellas enfermedades en las que el riesgo del individuo es significativamente superior a la media poblacional, aparecerán de manera destacada dentro del mapa de salud como información relevante a tener en cuenta de cara al futuro.
Por otro lado, los resultados incluidos en el documento muestran información relativa a la posibilidad de ser portador de ciertas enfermedades monogénicas hereditarias como la Fibrosis quística o la Hemocromatosis. En la fibrosis quística, sólo los individuos que hereden las dos copias mutadas del gen (materna y paterna) manifestarán o padecerán la enfermedad. En este sentido, cabe destacar que es posible cruzar los mapas de salud de dos personas, para descartar el riesgo de transmisión de este tipo de enfermedades a la futura descendencia.
Otro de los aspectos destacados del documento sería el relativo a la farmacogenética. El objetivo de esta información sería prescribir el mejor tratamiento farmacológico disponible para cada individuo, en función de su propia respuesta orgánica frente a medicamentos, sustancias o principios activos, acelerando el tiempo de recuperación y aumentando la seguridad, minimizando la probabilidad de reacciones adversas o efectos secundarios indeseados. Esto es posible porque se conoce la correlación entre muchos poli SNP y la respuesta de cada paciente a la absorción, distribución, metabolización y eliminación de los medicamentos prescritos.

 Gracias a esta información, se podría incluso crear tratamientos a la medida de cada paciente, adaptados a sus condiciones genómicas.
Un mapa de salud completo incluirá información relativa a la naturaleza de cada individuo, desde aspectos físicos evidentes (en individuos adultos) como el color de ojos, el tipo de cabello o la altura, hasta aspectos no tan evidentes como el tipo de fibra muscular predominante, el rendimiento físico, o información relativa a la procedencia de nuestros antepasados.

## Edad ideal de los pacientes
Teniendo en cuenta toda la información genética que se facilita en un mapa de salud y todas las aplicaciones que esta información podría tener, algunas personas encontrarán motivos para obtener su propio mapa genético. Sin embargo, un mapa genético de salud cobra mayor relevancia para algunas franjas de edad. Los recién nacidos, niños, adolescentes y
jóvenes que tienen toda la vida por delante, son los que presentan opciones para prevenir y modificar el factor ambiental, que junto al factor genético, es el responsable del desarrollo de las enfermedades (dado que el factor genético hoy en día no se puede modificar).

## Cómo obtener un mapa genético de salud
Tras solicitar un kit de extracción a alguna de las diversas empresas que ofrecen la realización de un mapa genético de salud, el usuario debe cumplimentar unos sencillos pasos para introducir su saliva en una probeta y enviar el paquete de vuelta al remitente.

En los laboratorios se realizan la extracción del material genético presente en la saliva y su genotipado.

Por último, un equipo de médicos, genetistas, bioinformáticos y bioestadísticos realizan un análisis de los datos genéticos en bruto obtenidos, ajustan la información y ofrecen los resultados finales al usuario.
En todos los casos analizados, las empresas ofrecen al usuario la posibilidad de ocultar determinados resultados sobre los que no se desea obtener información (por ejemplo el riesgo de padecer una enfermedad concreta).
Algunas empresas, además, proporcionan consejo genético personalizado sobre el informe, recomendaciones de prevención, consulta genética, etc.